# Fil Spadla
Fil Spadla är en bergstopp i Schweiz.   Den ligger i regionen Engiadina Bassa/Val Müstair och kantonen Graubünden, i den östra delen av landet, 220 km öster om huvudstaden Bern. Toppen på Fil Spadla är 2 936 meter över havet, eller 210 meter över den omgivande terrängen. Bredden vid basen är 3,3 km.
Terrängen runt Fil Spadla är bergig åt sydost, men åt nordväst är den kuperad. Runt Fil Spadla är det mycket glesbefolkat, med 5 invånare per kvadratkilometer.. Närmaste större samhälle är Scuol, 6,1 km söder om Fil Spadla. 
Trakten runt Fil Spadla består i huvudsak av gräsmarker.